# إنجليزية كندية
هي اللغة الإنجليزية المحكية في كندا، وهي محكية من طرف أغلبية الكنديين كلغة أم، إضافة إلى أنها مفهومة في مقاطعة كيبك التي يتكلم أهلها بالفرنسية كلغة أم. وهي كلغة تعتبر مزيجا من الإنجليزية الأمريكية والبريطانية معا. وذلك عائد إلى الارتباط التاريخي لكندا بالمملكة المتحدة والمستمر إلى اليوم، والتأثير الإعلامي الكبير للولايات المتحدة الأمريكية.